# Lilly Stoephasius
Lilly Stoephasius ([ʃtɛˈfaːziʊs], * 5. Juni 2007 in Berlin) ist eine deutsche Skateboarderin.

## Sportliche Laufbahn
Sobald Lilly Stoephasius stehen konnte, stellte ihr Vater sie auf ein Skateboard. Mit drei erhielt sie ihr erstes eigenes Board, ab dem Alter von fünf Jahren begann sie, einmal pro Woche zu trainieren. Spätestens im Jahr 2018 wurden die Trainingseinheiten auf drei- bis viermal pro Woche erhöht. Lilly Stoephasius startet für den 1. Berliner Skateboardverein; Trainer ist ihr Vater. Auch ihre jüngere Schwester Thora ist als Skateboarderin aktiv.
2018 wurde Stoephasius im Alter von elf Jahren in Düsseldorf deutsche Skateboard-Meisterin bei den Frauen in der Disziplin Park, im Jahr darauf konnte sie diesen Erfolg wiederholen. Im Juli 2019 belegte sie bei den Weltmeisterschaften Platz drei, und im August 2019 wurde sie Vize-Europameisterin. Bei Wettbewerben im Skateboarding gibt es keine Altersklassen.
Ziel von Lilly Stoephasius, die in Berlin die Evangelische Schule Charlottenburg besucht (Stand 2018), war die Qualifikation für die Olympischen Spiele 2020 in Tokio. Dort gehörten die Skateboard-Wettbewerbe erstmals zum olympischen Programm, auch hier ohne Altersklassen. 2021 wurde sie zum dritten Mal deutsche Meisterin in der Park-Disziplin. Im Mai 2021 qualifizierte sie sich bei einem Wettbewerb in Des Moines für die Olympischen Spiele und wurde zur jüngsten deutschen Sportlerin, die jemals bei Olympia startete. Unter den besten 30 Frauen der Park-Rangliste befanden sich im September 2019 neun Skaterinnen, die zum ursprünglichen Zeitpunkt der Olympischen Spiele im Jahre 2020 jünger als 14 Jahre gewesen wären.
Bei den Olympischen Spielen in Tokio erreichte Lilly Stoephasius am 5. August 2021 den neunten Platz und konnte sich somit nicht für das Finale qualifizieren. Nach den Spielen kritisierte der Bundestrainer der Park-Skater, Jürgen Horrwarth, den Umgang der Medien mit Stoephasius, die in der Berichterstattung vorrangig als „süßes Mädchen“ dargestellt und nicht als Athletin ernst genommen werde. Dabei habe sie durch ihren neunten Platz in Tokio und ihre unbekümmerte Art „eine Vorbildfunktion“ für junge Mädchen, und das Niveau in der Frauenszene sei in den vergangenen Jahren „explodiert“.
Bei den Skateboard-Weltmeisterschaften 2022 in Schardscha belegte Stoephasius in der Kategorie Park Platz zwölf, 2023 in Rom belegte sie, inzwischen 16 Jahre alt, Platz sechs.

## Diverses
Anfang 2019 war Christoph Biemann von Frag doch mal die Maus mit einem Kamerateam in der Schule von Lilly Stoephasius zu Besuch, nachdem sie die Frage „Wie viel CO2 könnte die sechste Klasse im Jahr einsparen, wenn alle mit dem Skateboard oder Fahrrad oder anders CO2-frei zur Schule kommen?“ an die Sendung geschickt hatte.
Bei ihrer Vorstellung zu einer Sportlerwahl gab Lilly Stoephasius als ihr Lebensmotto an: „Ich möchte andere Mädchen inspirieren, das zu tun, was sie wirklich machen wollen, und es sich nicht ausreden lassen sollen. Denn Mädchen können auch alles schaffen, was sie wollen.“
Neben berühmten Skateboard-Pionieren wie Titus Dittmann und Claus Grabke tritt Stoephasius in dem Dokumentarfilm Skate Evolution – Zwischen Subkultur und Profisport der Filmemacher Andreas Kramer, Johannes Sievert und Richard Böhringer von 2023 auf.